# 毗耶娑撞擊坑
毗耶娑撞擊坑（英語：Vyasa）是一個水星上的撞擊坑，中心座標43.5°N, 80°W，直徑275公里，以印度神話中的印度詩人毗耶娑命名。
毗耶娑撞擊坑是相當古老的撞擊坑，其坑底相當崎嶇，並且被兩個年輕得多的撞擊坑肖洛姆-阿萊漢姆撞擊坑和史特拉汶斯基撞擊坑覆蓋。